# Leo Hindery
Leo Hindery (ur. 31 października 1947 roku w Springfield) – amerykański biznesmen, pisarz, polityk i kierowca wyścigowy.
Obecnie jest Partnerem Zarządzającym InterMedia Partners w Nowym Jorku. Do 2004 roku był prezesem i dyrektorem generalnym YES Network. Jest członkiem Council on Foreign Relations.

## Kariera wyścigowa
Hindery rozpoczął karierę w międzynarodowych wyścigach samochodowych w 1999 roku od startów w klasie GT American Le Mans Series, gdzie jednak nie zdobywał punktów. W późniejszych latach Amerykanin pojawiał się także w stawce Grand American Sports Car Series, Grand American Rolex Series oraz 24-godzinnego wyścigu Le Mans.

## Wyniki w 24h Le Mans
| Rok  | Zespół                          | Partnerzy                   | Samochód            | Klasa | Okr. | Poz. | Klasa Pos. |
| ---- | ------------------------------- | --------------------------- | ------------------- | ----- | ---- | ---- | ---------- |
| 2002 | Orbit Racing                    | Peter Baron Anthony Kester  | Porsche 911 GT3-RS  | GT    | 165  | NU   | NU         |
| 2003 | Orbit Racing                    | Peter Baron Marc Lieb       | Porsche 911 GT3-RS  | GT    | 314  | 17   | 2          |
| 2004 | Orbit Racing BAM!               | Marc Lieb Mike Rockenfeller | Porsche 911 GT3-RS  | GT    | 223  | NU   | NU         |
| 2005 | Alex Job Racing BAM! Motorsport | Marc Lieb Mike Rockenfeller | Porsche 911 GT3-RSR | GT2   | 332  | 10   | 1          |